# Campeonato Panamericano de Lucha de 2016
El Campeonato Panamericano de Lucha se celebró en Frisco (Estados Unidos) entre el 26 y el 28 de febrero de 2016 bajo la organización de la Federación Internacional de Luchas Asociadas (FILA). La sede de los eventos fue el estadio cubierto Dr Pepper Arena.

## Medallero
| Núm.  | País                 | Oro | Plata | Bronce | Total |
| ----- | -------------------- | --- | ----- | ------ | ----- |
| 1     | Estados Unidos       | 11  | 3     | 7      | 21    |
| 2     | Cuba                 | 6   | 5     | 4      | 15    |
| 3     | Canadá               | 3   | 2     | 6      | 11    |
| 4     | Venezuela            | 2   | 1     | 8      | 11    |
| 5     | Colombia             | 1   | 4     | 4      | 9     |
| 6     | Brasil               | 1   | 2     | 1      | 4     |
| 7     | México               | 0   | 2     | 5      | 7     |
| 8     | Puerto Rico          | 0   | 2     | 0      | 2     |
| 9     | Ecuador              | 0   | 1     | 5      | 6     |
| 10    | Argentina            | 0   | 1     | 1      | 2     |
| 11    | Perú                 | 0   | 1     | 0      | 1     |
| 12    | Honduras             | 0   | 0     | 3      | 3     |
| 13    | República Dominicana | 0   | 0     | 1      | 1     |
| 13    | Panamá               | 0   | 0     | 1      | 1     |
| TOTAL | TOTAL                | 24  | 24    | 46     | 94    |

## Resultados

### Lucha grecorromana masculina
| Evento | Oro                             | Plata                            | Bronce                                                                 |
| ------ | ------------------------------- | -------------------------------- | ---------------------------------------------------------------------- |
| 59 kg  | Javier Duménigo · Cuba          | Alí Soto · México                | Jansel González · República Dominicana · Samuel Jones · Estados Unidos |
| 66 kg  | Miguel Martínez · Cuba          | Alejandro Sancho Estados Unidos  | Raiber Rodríguez · Venezuela · Manuel López · México                   |
| 71 kg  | Patrick Smith Estados Unidos    | Jaír Cuero Muñoz · Colombia      | Jose Sanchez Betancourt · Ecuador · Jefrin Mejía · Honduras            |
| 75 kg  | Geordan Speiller Estados Unidos | Luis Centeno Puerto Rico         | Luis Avendaño · Venezuela · Alvis Almendra · Panamá                    |
| 80 kg  | Cheney Haight Estados Unidos    | Maximiliano Prudenzano Argentina | Enríque Cuero · Ecuador · Carlos Muñoz · Colombia                      |
| 85 kg  | Alan Vera · Cuba                | Alfonso Leyva · México           | Yorgen Cova · Venezuela · Patrick Martinez · Estados Unidos            |
| 98 kg  | Yasmany Lugo Cabrera · Cuba     | Luillys Pérez · Venezuela        | Óscar Loango · Colombia · Kevin Mejía · Honduras                       |
| 130 kg | Óscar Pino · Cuba               | Eduard Soghomonyan · Brasil      | Luciano Del Rio Argentina Toby Erickson Estados Unidos                 |

### Lucha libre masculina
| Evento | Oro                              | Plata                       | Bronce                                                             |
| ------ | -------------------------------- | --------------------------- | ------------------------------------------------------------------ |
| 57 kg  | Samuel Hazewinkel Estados Unidos | Darthe Capellan · Canadá    | Brandon Escobar · Honduras · Eliéser Guevara · Cuba                |
| 61 kg  | Coleman Scott Estados Unidos     | Úber Cuero Muñoz · Colombia | Pedro Mejías · Venezuela · Jacob Hergenhein · Canadá               |
| 65 kg  | Anthony Montero · Venezuela      | James Green Estados Unidos  | Yowlys Bonne · Cuba · Dillon Williams · Canadá                     |
| 70 kg  | Frank Molinaro Estados Unidos    | Alejandro Valdés · Cuba     | Hernán Guzmán Ipuz · Colombia · Mauricio Sánchez · Ecuador         |
| 74 kg  | Jordan Burroughs Estados Unidos  | Carlos Izquierdo · Colombia | Christian Anguiano · México · Ilya Abelev · Canadá                 |
| 86 kg  | Liván López · Cuba               | Pool Ambrocio · Perú        | Billy Váldez · República Dominicana · Keith Gavin · Estados Unidos |
| 97 kg  | José Daniel Díaz · Venezuela     | Reineris Salas · Cuba       | Scott Schiller · Estados Unidos · Ali Al-Rekabi · Canadá           |
| 125 kg | Dominique Bradley Estados Unidos | Yudenny Alpajón · Cuba      | Jesse Ruíz · México · Luis Vívenes · Venezuela                     |

### Lucha libre femenina
| Evento | Oro                             | Plata                        | Bronce                                                              |
| ------ | ------------------------------- | ---------------------------- | ------------------------------------------------------------------- |
| 48 kg  | Clarissa Chun Estados Unidos    | Natasha Cramble · Canadá     | Katiuska Toaza · Ecuador · Laura Peredo · México                    |
| 53 kg  | Jasmine Mian · Canadá           | Luisa Valverde · Ecuador     | Lienna de la Caridad Montero · Cuba · Caterine Cifuentes · Colombia |
| 55 kg  | Samantha Stewart · Canadá       | Giullia Rodrigues · Brasil   | Sharon Jacobsen · Estados Unidos · Betzabeth Arguello · Venezuela   |
| 58 kg  | Kelsey Cambell Estados Unidos   | Yaquelin Estornell · Cuba    | Alejandra Romero · México · Lissette Antes · Ecuador                |
| 60 kg  | Jackeline Rentería · Colombia   | Yanet Sovero · Perú          | Leigh Jaynes Estados Unidos ----                                    |
| 63 kg  | Laís Nunes · Brasil             | Amanda Hendey Estados Unidos | Breanne Graham · Canadá · Katerina Vidiaux · Cuba                   |
| 69 kg  | Elena Pirozhkova Estados Unidos | Yudaris Sánchez · Cuba       | María Acosta · Venezuela · ----                                     |
| 75 kg  | Justina Di Stasio · Canadá      | Andrea Olaya · Colombia      | Jaramit Weffer · Venezuela · Aline Ferreira · Brasil                |